# SMART
SMART — мнемонічна абревіатура, компоненти якої є критеріями постановки завдань, наприклад у проєктному управлінні, менеджменті та персональному розвитку. Вперше ця абревіатура згадується в листопаді 1981 р. в публікації Джорджа Дорана (англ. George T. Doran) в журналі Management Review. і утворена вона зі слів англ. specific, measurable, assignable, realistic, time-related — конкретна, вимірювана, має виконавця, реалістична, обмежена в часі. Вважається, що відповідність завдань наведеним критеріям значно збільшує ймовірність їх виконання та досягнення загальної мети.
Критерій SMART часто асоціюють з концепцією Пітера Друкера управління за цілями.

## Розробка завдань SMART
Пол Майєр (англ. Paul J. Meyer) описує характеристики цілей SMART в книзі Attitude is Everything.

### Конкретність
Першим критерієм є необхідність мати конкретну, специфічну мету замість абстрактної. Це значить, що ціль має бути зрозумілою і однозначною. Для того, щоб мета стала специфічною, має бути означене що точно очікується, чому це важливо, кого це стосується, де це буде відбуватися і які атрибути є важливими.
Специфічна мета зазвичай має відповідати на п'ять питань:
- Що саме я хочу зробити, чого досягти?
- Навіщо, з якої причини, для яких майбутніх вигод і переваг я це робитиму?
- Хто ще буде задіяний, кого ще це стосується?
- Де, в якому місці відбуватиметься виконання завдання?
- Які є вимоги та обмеження?

### Вимірюваність
Другий критерій наголошує на необхідності мати вимірювані показники для визначення прогресу досягнення мети. Ідея в тому, що якщо прогрес у досягненні мети не можна виміряти, то неможливо знати, чи є рух в напрямку успішного завершення.
Вимірювана мета зазвичай відповідає на такі питання, як:
- Скільки вже зроблено?
- Як можна дізнатися, чи завдання виконано?

### Наявність виконавця
Третій критерій передбачає, що дана мета може бути досягнута одним конкретним виконавцем, такий виконавець знайдений і закріплений за цією метою, а також несе одноосібну відповідальність за її досягнення. 
Наявність виконавця передбачає однозначні відповіді на такі запитання, як:
- Чи є виконавець, який буде досягати цієї мети?
- Чи розуміє виконавець усі критерії мети?
- Чи згоден виконавець нести відповідальність за досягнення мети?

### Реалістичність
Четвертий критерій наголошує на важливості реалістичності мети. Коли ви створюєте мету, ви маєте зважити на наявність необхідних ресурсів, часу, грошей, компетенцій.
Досяжна мета зазвичай відповідає на питання:
- Як може бути досягнуто мети?
- Які кроки потрібно для цього зробити?
- Скільки знадобиться ресурсів, часу, грошей, експертних знань?

### Обмеженість в часі
П'ятий критерій наголошує на важливості задання кінцевої дати виконання. Наявність кінцевої дати допомагає сфокусувати зусилля на досягненні мети у визначений строк чи раніше. Цей критерій призначений для запобігання кризи та панічного надолужування втраченого часу.
Обмежена в часі мета зазвичай відповідає на наступні питання:
- Коли?
- Чого можна досягти за півроку?
- Чого можна досягти за місяць?
- Чого можна досягти за сьогодні?